# Michail Kobalija
Michail Robertovič Kobalija, in russo Михаил Робертович Кобалия? (Mosca, 3 maggio 1978), è uno scacchista russo.
È noto come Mikhail Kobalia con la grafia anglosassone.
Ha ottenuto il titolo di Grande Maestro nel 1996.

## Principali risultati
- 1994 – 2° nel campionato europeo giovanile U16;
- 1995 – 3° nel campionato del mondo giovanile U18;
- 1996 – 3° nel campionato europeo giovanile U18;
- 2001 – vince il Chigorin Memorial a San Pietroburgo;
- 2005 – vince il Master Open del Torneo di Biel;
- 2007 – 1°-6° nel torneo Monarch Assurance dell'Isola di Man;[1]
- 2019 – in maggio vince a Gallipoli l'8° Open del Salento.[2]

Nel 2011 ha partecipato alla Coppa del Mondo, ma è stato eliminato nel 1º turno da Igor' Lysyj.
Nel 2012 la FIDE gli ha assegnato il titolo di FIDE Senior Trainer. 
Ha raggiunto il massimo rating Elo in maggio 2011, con 2679 punti.